# 日本翻訳大賞
日本翻訳大賞（にほんほんやくたいしょう）は、日本翻訳大賞実行委員会が主催する、優れた日本語翻訳作品に贈られる賞。

## 創設の経緯
2014年2月26日、翻訳家西崎憲の呼びかけに米光一成らが賛同し、それをきっかけに同年12月6日、「日本翻訳大賞」プロジェクトが立ち上がった。クラウドファンディングにて目標金額70万円に対して300万以上が集まり、それを原資金として日本翻訳大賞が創設された。

## 選考の過程
例年、1月上旬から下旬にかけて一般推薦を募る（再刊・復刊作品・選考委員の訳書は対象外。また選考委員が推薦文を書いたものも推薦不可）。一般推薦の投票数によって10作品と、さらに各委員による推薦作を1作品を加えて二次選考作品が決定される。二次選考作品のそれぞれについて、選考委員による訳文のチェックが行われ（原文が英・独語以外のときには外部委員にレポート提出が依頼される）最終選考に5作品が残る。5作品のうちから委員の合議によって１作品（あるいは２作品）が選ばれて大賞作となる。

## 選考委員
- 金原瑞人（第1回から第6回まで）
- 岸本佐知子
- 柴田元幸
- 西崎憲
- 松永美穂
- 斎藤真理子（第6、7回はゲスト選考委員）

## これまでの受賞作
| 回（年）         | 賞       | 受賞作                                                           | 受賞者（作者）                       | 受賞者（翻訳者）             |
| ---------------- | -------- | ---------------------------------------------------------------- | ------------------------------------ | ---------------------------- |
| 第1回（2015年）  | 大賞     | 『エウロペアナ：二〇世紀史概説』（白水社）                       | パトリク・オウジェドニーク           | 阿部賢一・篠原琢             |
| 第1回（2015年）  | 大賞     | 『カステラ』（クレイン）                                         | パク・ミンギュ                       | ヒョン・ジェフン、斎藤真理子 |
| 第1回（2015年）  | 読者賞   | 『ストーナー』（作品社）                                         | ジョン・ウィリアムズ                 | 東江一紀                     |
| 第1回（2015年）  | 最終候補 | 『黒ヶ丘の上で』（みすず書房）                                   | ブルース・チャトウィン               | 栩木伸明                     |
| 第1回（2015年）  | 最終候補 | 『愉楽』（河出書房新社）                                         | 閻連科                               | 谷川毅                       |
| 第2回（2016年）  | 大賞     | 『素晴らしきソリボ』（河出書房新社）                             | パトリック・シャモワゾー             | 関口涼子・パトリック・オノレ |
| 第2回（2016年）  | 大賞     | 『ムシェ 小さな英雄の物語』（白水社）                            | キルメン・ウリベ                     | 金子奈美                     |
| 第2回（2016年）  | 最終候補 | 『出身国』（群像社）                                             | ドミトリイ・バーキン                 | 秋草俊一郎                   |
| 第2回（2016年）  | 最終候補 | 『パールストリートのクレイジー女たち』（ホーム社）               | トレヴェニアン                       | 江國香織                     |
| 第2回（2016年）  | 最終候補 | 『歩道橋の魔術師』（白水社）                                     | 呉明益                               | 天野健太郎                   |
| 第3回（2017年）  | 大賞     | 『すべての見えない光』（新潮社）                                 | アンソニー・ドーア                   | 藤井光                       |
| 第3回（2017年）  | 大賞     | 『ポーランドのボクサー』（白水社）                               | エドゥアルド・ハルフォン             | 松本健二                     |
| 第3回（2017年）  | 最終候補 | 『あの素晴らしき七年』（新潮社）                                 | エトガル・ケレット                   | 秋元孝文                     |
| 第3回（2017年）  | 最終候補 | 『狂気の巡礼』（国書刊行会）                                     | ステファン・グラビンスキ             | 芝田文乃                     |
| 第3回（2017年）  | 最終候補 | 『堆塵館』（東京創元社）                                         | エドワード・ケアリー                 | 古屋美登里                   |
| 第3回（2017年）  | 最終候補 | 『ペーパーボーイ』（岩波書店）                                   | ヴィンス・ヴォーター                 | 原田勝                       |
| 第4回（2018年）  | 大賞     | 『殺人者の記憶法』（CUON）                                       | キム・ヨンハ                         | 吉川凪                       |
| 第4回（2018年）  | 大賞     | 『人形』（未知谷）                                               | ボレスワフ・プルス                   | 関口時正                     |
| 第4回（2018年）  | 最終候補 | 『オープン・シティ』（新潮社）                                   | テジュ・コール                       | 小磯洋光                     |
| 第4回（2018年）  | 最終候補 | 『死体展覧会』（白水社）                                         | ハサン・ブラーシム                   | 藤井光                       |
| 第4回（2018年）  | 最終候補 | 『ビリー・リンの永遠の一日』（新潮社）                           | ベン・ファウンテン                   | 上岡伸雄                     |
| 第5回（2019年）  | 大賞     | 『ガルヴェイアスの犬』（新潮社）                                 | ホセ・ルイス・ペイショット           | 木下眞穗                     |
| 第5回（2019年）  | 大賞     | 『ＪＲ』（国書刊行会）                                           | ウィリアム・ギャディス               | 木原善彦                     |
| 第5回（2019年）  | 最終候補 | 『奥のほそ道』（白水社）                                         | リチャード・フラナガン               | 渡辺佐智江                   |
| 第5回（2019年）  | 最終候補 | 『自転車泥棒』（文藝春秋）                                       | 呉明益                               | 天野健太郎                   |
| 第5回（2019年）  | 最終候補 | 『すべての白いものたちの』（河出書房新社）                       | ハン・ガン                           | 斉藤真理子                   |
| 第6回（2020年）  | 大賞     | 『アカシアは花咲く』（松籟社）                                   | デボラ・フォーゲル                   | 加藤有子                     |
| 第6回（2020年）  | 大賞     | 『精神病理学私記』（日本評論社）                                 | ハリー・スタック・サリヴァン         | 阿部大樹・須貝秀平           |
| 第6回（2020年）  | 最終候補 | 『インスマスの影』（新潮社）                                     | ハワード・フィリップス・ラヴクラフト | 南條竹則                     |
| 第6回（2020年）  | 最終候補 | 『失われた女の子 ナポリの物語4』（早川書房）                     | エレナ・フェッランテ                 | 飯田亮介                     |
| 第6回（2020年）  | 最終候補 | 『ある一生』（新潮社）                                           | ローベルト・ゼーターラー             | 浅井晶子                     |
| 第7回（2021年）  | 大賞     | 『失われたいくつかの物の目録』（河出書房新社）                   | ユーディット・シャランスキー         | 細井直子                     |
| 第7回（2021年）  | 大賞     | 『マーダーボット・ダイアリー』上・下巻（東京創元社）             | マーサ・ウェルズ                     | 中原尚哉                     |
| 第7回（2021年）  | 最終候補 | 『アコーディオン弾きの息子』（新潮社）                           | ベルナルド・アチャガ                 | 金子奈美                     |
| 第7回（2021年）  | 最終候補 | 『1984年に生まれて』（中央公論新社）                             | 郝景芳                               | 櫻庭ゆみ子                   |
| 第7回（2021年）  | 最終候補 | 『フライデー・ブラック』（駒草出版）                             | ナナ・クワメ・アジェイ=ブレニヤー    | 押野素子                     |
| 第8回（2022年）  | 大賞     | 『星の時』（河出書房新社）                                       | クラリッセ・リスペクトル             | 福嶋伸洋                     |
| 第8回（2022年）  | 大賞     | 『詩人キム・ソヨン 一文字の辞典』（CUON）                        | キム・ソヨン (1967年生の詩人)        | 一文字辞典翻訳委員会         |
| 第8回（2022年）  | 最終候補 | 『赤い魚の夫婦』（現代書館）                                     | グアダルーペ・ネッテル               | 宇野和美                     |
| 第8回（2022年）  | 最終候補 | 『地上で僕らはつかの間きらめく』（新潮社）                       | オーシャン・ヴオン                   | 木原善彦                     |
| 第8回（2022年）  | 最終候補 | 『パッセンジャー』（小鳥遊書房）                                 | リサ・ラッツ                         | 杉山直子                     |
| 第9回（2023年）  | 大賞     | 『チェヴェングール』（作品社）                                   | アンドレイ・プラトーノフ             | 工藤順・石井優貴             |
| 第9回（2023年）  | 大賞     | 『辮髪のシャーロック・ホームズ』（文藝春秋）                     | トレヴァー・モリス                   | 舩山むつみ                   |
| 第9回（2023年）  | 最終候補 | 『黄金虫変奏曲』（みすず書房）                                   | リチャード・パワーズ                 | 若島正・森慎一郎             |
| 第9回（2023年）  | 最終候補 | 『スモモの木の啓示』（白水社）                                   | ショクーフェ・アーザル               | 堤幸                         |
| 第9回（2023年）  | 最終候補 | 『路上の陽光』（書肆侃々房）                                     | ラシャムジャ                         | 星泉                         |
| 第10回（2024年） | 大賞     | 『台湾漫遊鉄道のふたり』（中央公論新社）                         | 楊双子                               | 三浦裕子                     |
| 第10回（2024年） | 大賞     | 『母を失うこと――大西洋奴隷航路をたどる旅』（晶文社）             | サイディヤ・ハートマン               | 榎本空                       |
| 第10回（2024年） | 最終候補 | 『寝煙草の危険』（国書刊行会）                                   | マリアーナ・エンリケス               | 宮﨑真紀                     |
| 第10回（2024年） | 最終候補 | 『ハリケーンの季節』（早川書房）                                 | フェルナンダ・メルチョール           | 宇野和美                     |
| 第10回（2024年） | 最終候補 | 『幽霊ホテルからの手紙』（文藝春秋）                             | 蔡駿                                 | 舩山むつみ                   |
| 第11回（2025年） | 大賞     | 『失われたスクラップブック』（幻戯書房〈ルリユール叢書〉）       | エヴァン・ダーラ                     | 木原善彦                     |
| 第11回（2025年） | 大賞     | 『ハリネズミ・モンテカルロ食人記・森の中の林』（アストラハウス） | 鄭執                                 | 関根謙                       |
| 第11回（2025年） | 最終候補 | 『この村にとどまる』（新潮社）                                   | マルコ・バルツァーノ                 | 関口英子                     |
| 第11回（2025年） | 最終候補 | 『南光』（春秋社〈アジア文芸ライブラリー〉）                     | 朱和之                               | 中村加代子                   |
| 第11回（2025年） | 最終候補 | 『マーリ・アルメイダの七つの月』（河出書房新社）                 | シェハン・カルナティラカ             | 山北めぐみ                   |